# Доњи Мекињар
Доњи Мекињар је насељено мјесто у Лици, у општини Удбина, Личко-сењска жупанија, Република Хрватска.

## Географија
Сјеверно од Доњег Мекињара налази се насеље Толић, јужно је Личко средогорје, западно се налазе насеља Подлапача и Брештане, источно Ребић и Удбина. Доњи Мекињар је од Удбине удаљен око 10 км.

## Историја
Доњи Мекињар се од распада Југославије до августа 1995. године налазио у Републици Српској Крајини. До територијалне реорганизације у Хрватској насеље се налазило у саставу бивше велике општине Кореница.

## Култура
У Мекињару је сједиште истоимене парохије Српске православне цркве. Парохија Мекињар припада Архијерејском намјесништву личком у саставу Епархије Горњокарловачке. У Мекињару је постојао храм Српске православне цркве Св. Великомученика Георгија саграђен 1749. године, а спаљен у Другом свјетском рату.

## Становништво
Према попису из 1991. године, насеље Доњи Мекињар је имало 274 становника, међу којима је било 256 Срба, 2 Хрвата и 2 Југословена. Према попису становништва из 2001. године, Доњи Мекињар је имао 42 становника. До 1880. године насеље је исказивано под именом Мекињар. Доњи Мекињар је према попису из 2011. године имао 31 становника.
| Националност       | 1991. | 1981. | 1971. | 1961. |
| Срби               | 256   | 285   | 410   | 508   |
| Југословени        | 2     | 18    | 4     |       |
| Хрвати             | 2     | 4     | 5     | 13    |
| Муслимани          | 7     | 4     |       | 1     |
| остали и непознато | 7     | 1     | 2     |       |
| Укупно             | 274   | 312   | 421   | 522   |

| Демографија | Демографија | Демографија |
| Година      | Становника  | Становника  |
| ----------- | ----------- | ----------- |
| 1961.       | 522         |             |
| 1971.       | 421         |             |
| 1981.       | 312         |             |
| 1991.       | 274         |             |
| 2001.       | 42          |             |
| 2011.       |             | 31          |

## Попис 1991.
На попису становништва 1991. године, насељено место Доњи Мекињар је имало 274 становника, следећег националног састава:
| Попис 1991.‍  | Попис 1991.‍  | Попис 1991.‍ | Попис 1991.‍ | Попис 1991.‍ |
| ------------ | ------------ | ----------- | ----------- | ----------- |
|              |              |             |             |             |
| Срби         | Срби         |             | 256         | 93,43%      |
| Муслимани    | Муслимани    |             | 7           | 2,55%       |
| Југословени  | Југословени  |             | 2           | 0,72%       |
| Хрвати       | Хрвати       |             | 2           | 0,72%       |
| неопредељени | неопредељени |             | 5           | 1,82%       |
| непознато    | непознато    |             | 2           | 0,72%       |
| укупно: 274  |              |             |             |             |

## Знамените личности
- Милан Радека, свештеник Српске православне цркве, вјероучитељ и историчар